# Kommunalwahlen in Namibia 2010
Die Kommunalwahlen in Namibia 2010 fanden am 26. und 27. November 2010 parallel zu den Regionalratswahlen statt, nachdem eine Verschiebung von 2009 auf 2010 verabschiedet wurde. Alle Amtsinhaber blieben bis dahin automatisch im Amt. Es wurden die Kommunalverwaltungen in 47 Kommunen von Namibia gewählt.

## Wahlablauf

### Wählerregistrierung
Die Wählerregistrierung fand mit Hilfe von 3500 Wahlhelfern zwischen dem 23. August und 6. September 2010 statt. 418.292 registrierte Wähler haben sich für die Wahl auf kommunaler Ebene in 47 Städten und Orten registriert.

### Wahltage
An den beiden Wahltagen waren alle 3349 Wahllokale von 9 Uhr bis 21 Uhr geöffnet. In ihnen halfen 12.000 Wahlhelfer. Es standen zehnParteien sowie sechs Bürgerbewegungen (englisch Residents Association) und sechs unabhängige Kandidaten zur Wahl.
Unmittelbar nach Schließung der Wahllokale begann die Auszählung der Stimmen. In jedem Wahlbezirk wurden diese zur Verifizierung in Verifizierungsbüros gebracht.
Die Wahl wurde von der Nationalen Gesellschaft für Menschenrechte (NGfM) und dem Dachverband Namibischer Zivilverbände (NANGOF) überwacht.

## Wahlergebnisse
- SWAPO: 226
- RDP: 48
- UDF: 23
- DTA: 16
- NUDO: 9
- APP: 3
- UPM: 3
- COD: 2
- DPN: 2
- Sonst.: 7

Anmerkung: Trend gegenüber der vorherigen Wahl 2004.

### Arandis
| Partei    | Stimmen | Stimmenanteil | Sitze |
| --------- | ------- | ------------- | ----- |
| SWAPO     | 664 ▼   | 67,6 % ▬      | 5 ▲   |
| UDF       | 243 ▼   | 24,7 % ▼      | 2 ▬   |
| RDP       | 72      | 7,3 %         | 0     |
| ungültig  | 3 ▼     | 0,3 % ▼       |       |
| Insgesamt | 982 ▼   | 100 %         | 7     |

### Aranos
| Partei    | Stimmen | Stimmenanteil | Sitze |
| --------- | ------- | ------------- | ----- |
| SWAPO     | 546 ▼   | 55,5 % ▼      | 4 ▲   |
| DTA       | 205 ▼   | 20,8 % ▲      | 2 ▲   |
| RDP       | 187     | 19,0 %        | 1     |
| SWANU     | 17      | 1,7 %         | 0     |
| CoD       | 15 ▼    | 1,5 % ▼       | 0 ▬   |
| ungültig  | 14 ▲    | 1,4 % ▲       |       |
| Insgesamt | 984 ▼   | 100 %         | 7 ▲   |

### Aroab
| Partei    | Stimmen | Stimmenanteil | Sitze |
| --------- | ------- | ------------- | ----- |
| DTA       | 260 ▼   | 41,4 % ▲      | 2 ▬   |
| SWAPO     | 211 ▲   | 33,6 % ▲      | 2 ▲   |
| RDP       | 112     | 17,8 %        | 1     |
| CoD       | 40 ▼    | 6,4 % ▼       | 0 ▼   |
| ungültig  | 15 ▲    | 2,4 % ▲       |       |
| Insgesamt | 628 ▼   | 100 %         | 5     |

### Berseba
| Partei    | Stimmen | Stimmenanteil | Sitze |
| --------- | ------- | ------------- | ----- |
| DTA       | 221 ▲   | 52,2 % ▲      | 3 ▬   |
| SWAPO     | 200 ▼   | 47,3 % ▼      | 2 ▼   |
| ungültig  | 2 ▼     | 0,5 % ▼       |       |
| Insgesamt | 423 ▲   | 100 %         | 5     |

### Bethanie
| Partei    | Stimmen | Stimmenanteil | Sitze |
| --------- | ------- | ------------- | ----- |
| RDP       | 253     | 45,9 %        | 2     |
| SWAPO     | 242 ▼   | 43,9 % ▼      | 2 ▬   |
| DTA       | 52 ▼    | 9,4 % ▼       | 1 ▼   |
| ungültig  | 4 ▼     | 0,7 % ▼       |       |
| Insgesamt | 551 ▼   | 100 %         | 5     |

### Eenhana
| Partei    | Stimmen | Stimmenanteil | Sitze |
| --------- | ------- | ------------- | ----- |
| SWAPO     | 1308 ▲  | 83,7 % ▼      | 6 ▼   |
| RDP       | 247     | 16,1 %        | 1     |
| ungültig  | 7 ▼     | 0,4 % ▼       |       |
| Insgesamt | 1562 ▲  | 100 %         | 7     |

### Gibeon
| Partei    | Stimmen | Stimmenanteil | Sitze |
| --------- | ------- | ------------- | ----- |
| SWAPO     | 459 ▲   | 60,6 % ▲      | 3 ▲   |
| RDP       | 147     | 19,4 %        | 1     |
| CoD       | 61 ▼    | 8,0 % ▼       | 1 ▼   |
| DTA       | 38 ▼    | 5,0 % ▼       | 0 ▼   |
| DPN       | 32      | 1,7 %         | 0     |
| SWANU     | 10      | 1,3 %         | 0     |
| ungültig  | 10 ▼    | 1,3 % ▼       |       |
| Insgesamt | 758 ▼   | 100 %         | 5 ▼   |

### Gobabis
| Partei    | Stimmen | Stimmenanteil | Sitze |
| --------- | ------- | ------------- | ----- |
| SWAPO     | 2053 ▼  | 62,8 % ▲      | 5 ▲   |
| RDP       | 520     | 15,9 %        | 1     |
| DTA       | 235 ▼   | 7,2 % ▼       | 1 ▬   |
| NUDO      | 192 ▼   | 5,9 % ▼       | 0 ▼   |
| UDF       | 189     | 5,8 %         | 0     |
| CoD       | 43 ▼    | 2,2 % ▼       | 0 ▬   |
| ungültig  | 35 ▼    | 1,1 % ▲       |       |
| Insgesamt | 3267 ▼  | 100 %         | 7     |

### Gochas
| Partei    | Stimmen | Stimmenanteil | Sitze |
| --------- | ------- | ------------- | ----- |
| SWAPO     | 292 ▲   | 56,5 % ▲      | 3 ▲   |
| RDP       | 109     | 21,1 %        | 1     |
| CoD       | 61 ▼    | 11,8 %        | 1 ▼   |
| DTA       | 49 ▼    | 9,5 % ▼       | 0 ▼   |
| ungültig  | 6 ▼     | 1,2 % ▼       |       |
| Insgesamt | 517 ▼   | 100 %         | 5     |

### Grootfontein
| Partei    | Stimmen | Stimmenanteil | Sitze |
| --------- | ------- | ------------- | ----- |
| SWAPO     | 1905 ▼  | 64,6 % ▲      | 5 ▲   |
| RDP       | 685     | 22,3 %        | 2     |
| APP       | 120     | 4,1 %         | 0     |
| DTA       | 80 ▼    | 2,7 % ▼       | 0 ▼   |
| UDF       | 77      | 2,6 %         | 0     |
| CoD       | 61 ▼    | 3,1 %         | 0 ▼   |
| ungültig  | 23 ▲    | 0,8 % ▲       |       |
| Insgesamt | 2951 ▼  | 100 %         | 7     |

### Helao Nafidi
| Partei    | Stimmen | Stimmenanteil | Sitze |
| --------- | ------- | ------------- | ----- |
| SWAPO     | 2122    | 80,0 %        | 6     |
| RDP       | 503     | 19,0 %        | 1     |
| DTA       | 17      | 0,6 %         | 0     |
| ungültig  | 11      | 0,4 %         |       |
| Insgesamt | 2653    | 100 %         | 7     |

### Henties Bay
| Partei                           | Stimmen | Stimmenanteil | Sitze |
| -------------------------------- | ------- | ------------- | ----- |
| Civic Association of Henties Bay | 676 ▲   | 43,5 % ▲      | 3 ▬   |
| SWAPO                            | 573 ▼   | 36,9 % ▼      | 3 ▬   |
| UDF                              | 226 ▼   | 14,5 % ▼      | 1 ▬   |
| RDP                              | 63      | 4,1 %         | 0     |
| ungültig                         | 16 ▲    | 1,0 % ▲       |       |
| Insgesamt                        | 1554 ▼  | 100 %         | 7     |

### Kalkrand
| Partei    | Stimmen | Stimmenanteil | Sitze |
| --------- | ------- | ------------- | ----- |
| SWAPO     | 222 ▼   | 51,2 % ▼      | 3 ▲   |
| RDP       | 143     | 32,9 %        | 2     |
| CoD       | 28 ▼    | 6,5 % ▼       | 0 ▼   |
| DTA       | 18 ▼    | 4,1 % ▼       | 0 ▼   |
| UPM       | 18      | 4,1 %         | 0     |
| ungültig  | 5 ▼     | 1,2 % ▬       |       |
| Insgesamt | 434 ▼   | 100 %         | 5 ▼   |

### Kamanjab
| Partei    | Stimmen | Stimmenanteil | Sitze |
| --------- | ------- | ------------- | ----- |
| UDF       | 466 ▲   | 49,1 % ▲      | 3 ▲   |
| SWAPO     | 456 ▲   | 48,0 % ▲      | 2 ▬   |
| DTA       | 12 ▼    | 1,3 % ▼       | 0 ▼   |
| RDP       | 12      | 1,3 %         | 0     |
| ungültig  | 4 ▼     | 0,4 % ▼       |       |
| Insgesamt | 950 ▲   | 100 %         | 5     |

### Karasburg
| Partei    | Stimmen | Stimmenanteil | Sitze |
| --------- | ------- | ------------- | ----- |
| SWAPO     | 371 ▼   | 45,9 % ▼      | 3 ▼   |
| RDP       | 264     | 32,7 %        | 3     |
| DPN       | 116     | 14,4 %        | 1     |
| DTA       | 49 ▼    | 6,1 % ▼       | 0 ▼   |
| ungültig  | 8 ▼     | 1,0 % ▼       |       |
| Insgesamt | 808 ▼   | 100 %         | 7     |

### Karibib
| Partei    | Stimmen | Stimmenanteil | Sitze |
| --------- | ------- | ------------- | ----- |
| SWAPO     | 593 ▲   | 59,9 % ▲      | 4 ▲   |
| UDF       | 308 ▼   | 31,1 % ▲      | 2 ▬   |
| RDP       | 87      | 8,5 %         | 1     |
| ungültig  | 2 ▼     | 0,2 % ▼       |       |
| Insgesamt | 990 ▼   | 100 %         | 7     |

### Katima Mulilo
| Partei                                  | Stimmen | Stimmenanteil | Sitze |
| --------------------------------------- | ------- | ------------- | ----- |
| SWAPO                                   | 2197 ▼  | 78,7 % ▲      | 6 ▲   |
| RDP                                     | 473     | 16,9 %        | 1     |
| DTA                                     | 55 ▼    | 1,9 % ▼       | 0 ▬   |
| Katima Alliance Development Association | 36 ▼    | 1,3 % ▼       | 0 ▬   |
| APP                                     | 17      | 0,6 %         | 1     |
| ungültig                                | 14 ▼    | 0,5 % ▼       |       |
| Insgesamt                               | 2792 ▼  | 100 %         | 7     |

### Keetmanshoop
| Partei    | Stimmen | Stimmenanteil | Sitze |
| --------- | ------- | ------------- | ----- |
| SWAPO     | 1524 ▼  | 48,4 % ▲      | 3 ▬   |
| RDP       | 1093    | 34,6 %        | 2     |
| DPN       | 302     | 9,6 %         | 1     |
| DTA       | 219 ▼   | 6,9 % ▼       | 1 ▬   |
| ungültig  | 18 ▼    | 0,6 % ▼       |       |
| Insgesamt | 3156 ▼  | 100 %         | 7     |

### Khorixas
| Partei    | Stimmen | Stimmenanteil | Sitze |
| --------- | ------- | ------------- | ----- |
| UDF       | 1620 ▲  | 58,1 % ▲      | 4 ▬   |
| SWAPO     | 1094 ▲  | 39,2 % ▲      | 3 ▬   |
| RDP       | 59      | 2,1 %         | 0     |
| ungültig  | 15 ▲    | 0,5 % ▲       |       |
| Insgesamt | 2788 ▼  | 100 %         | 7     |

### Koës
| Partei    | Stimmen | Stimmenanteil | Sitze |
| --------- | ------- | ------------- | ----- |
| SWAPO     | 241 ▼   | 45,3 % ▼      | 2 ▼   |
| RDP       | 227     | 42,7 %        | 2     |
| DTA       | 60 ▼    | 11,3 % ▼      | 1 ▬   |
| ungültig  | 2 ▼     | 1,0 % ▼       |       |
| Insgesamt | 532 ▼   | 100 %         | 5     |

### Leonardville
| Partei    | Stimmen | Stimmenanteil | Sitze |
| --------- | ------- | ------------- | ----- |
| SWAPO     | 261 ▲   | 53,3 % ▲      | 3 ▲   |
| RDP       | 88      | 17,9 %        | 1     |
| NUDO      | 60 ▲    | 12,2 % ▬      | 1 ▬   |
| UDF       | 58      | 11,8 %        | 0     |
| DTA       | 13 ▼    | 2,7 % ▼       | 0 ▼   |
| ungültig  | 10 ▲    | 2,0 % ▲       |       |
| Insgesamt | 490 ▲   | 100 %         | 5 ▼   |

### Lüderitz
| Partei    | Stimmen | Stimmenanteil | Sitze |
| --------- | ------- | ------------- | ----- |
| SWAPO     | 2912 ▼  | 87,1 % ▼      | 6 ▬   |
| RDP       | 382     | 11,4 %        | 1     |
| DTA       | 28 ▼    | 0,8 % ▼       | 0 ▼   |
| ungültig  | 20 ▼    | 0,6 % ▼       |       |
| Insgesamt | 3342 ▼  | 100 %         | 7     |

### Maltahöhe
| Partei    | Stimmen | Stimmenanteil | Sitze |
| --------- | ------- | ------------- | ----- |
| SWAPO     | 330 ▼   | 50,5 % ▼      | 3 ▬   |
| RDP       | 107     | 16,3 %        | 1     |
| APP       | 106     | 16,2 %        | 1     |
| DPN       | 71      | 10,9 %        | 0     |
| DTA       | 30 ▼    | 4,6 % ▼       | 0 ▼   |
| ungültig  | 9 ▲     | 1,4 % ▲       |       |
| Insgesamt | 653 ▼   | 100 %         | 5 ▼   |

### Mariental
| Partei    | Stimmen | Stimmenanteil | Sitze |
| --------- | ------- | ------------- | ----- |
| SWAPO     | 1139 ▼  | 63,0 % ▼      | 5 ▬   |
| RDP       | 498     | 27,6 %        | 2     |
| DTA       | 99 ▼    | 5,5 % ▼       | 0 ▼   |
| DPN       | 64      | 3,5 %         | 0     |
| ungültig  | 7 ▲     | 0,4 % ▲       |       |
| Insgesamt | 1807 ▼  | 100 %         | 7     |

### Nkurenkuru
| Partei    | Stimmen | Stimmenanteil | Sitze |
| --------- | ------- | ------------- | ----- |
| SWAPO     | 873     | 94,6 %        | 7     |
| RDP       | 39      | 4,2 %         | 0     |
| ungültig  | 11      | 1,2 %         |       |
| Insgesamt | 923     | 100 %         | 7     |

### Okahandja
| Partei    | Stimmen | Stimmenanteil | Sitze |
| --------- | ------- | ------------- | ----- |
| SWAPO     | 1981 ▼  | 61,9 % ▲      | 4 ▬   |
| RDP       | 410     | 12,8 %        | 1     |
| UDF       | 271 ▼   | 8,5 % ▼       | 1 ▬   |
| UPM       | 230     | 7,2 %         | 1     |
| NUDO      | 195 ▼   | 6,1 % ▼       | 0 ▼   |
| DTA       | 51 ▼    | 1,6 % ▼       | 0 ▬   |
| ungültig  | 64 ▼    | 1,9 % ▼       |       |
| Insgesamt | 3202 ▼  | 100 %         | 7     |

### Okahao
| Partei    | Stimmen   | Stimmenanteil | Sitze |
| --------- | --------- | ------------- | ----- |
| SWAPO     | ohne Wahl | ohne Wahl     | 7     |
| Insgesamt |           |               | 7     |

### Okakarara
| Partei    | Stimmen | Stimmenanteil | Sitze |
| --------- | ------- | ------------- | ----- |
| NUDO      | 798 ▲   | 49,4 % ▲      | 3 ▬   |
| SWAPO     | 391 ▼   | 24,2 % ▼      | 2 ▬   |
| DTA       | 374 ▼   | 23,1 % ▬      | 2 ▬   |
| SWANU     | 22      | 1,4 %         | 0     |
| RDP       | 21      | 1,3 %         | 0     |
| ungültig  | 10 ▲    | 0,6 % ▲       |       |
| Insgesamt | 1616 ▼  | 100 %         | 7     |

### Omaruru
| Partei    | Stimmen | Stimmenanteil | Sitze |
| --------- | ------- | ------------- | ----- |
| SWAPO     | 847 ▼   | 43,4 % ▲      | 3 ▬   |
| RDP       | 369     | 18,9 %        | 2     |
| UDF       | 308 ▼   | 15,8 % ▼      | 1 ▼   |
| NUDO      | 139 ▼   | 7,1 % ▼       | 1 ▬   |
| DTA       | 77 ▼    | 3,9 % ▼       | 0     |
| ungültig  | 13 ▼    | 0,7 % ▼       |       |
| Insgesamt | 1953 ▼  | 100 %         | 7     |

### Omuthiya
| Partei    | Stimmen | Stimmenanteil | Sitze |
| --------- | ------- | ------------- | ----- |
| SWAPO     | 1056    | 92,1 %        | 7     |
| RDP       | 63      | 5,5 %         | 0     |
| CoD       | 22      | 1,9 %         | 0     |
| ungültig  | 6       | 0,5 %         |       |
| Insgesamt | 1147    | 100 %         | 7     |

### Ondangwa
| Partei    | Stimmen | Stimmenanteil | Sitze |
| --------- | ------- | ------------- | ----- |
| SWAPO     | 2591 ▼  | 86,2 % ▼      | 6 ▼   |
| RDP       | 315     | 10,5 %        | 1     |
| DTA       | 77 ▼    | 2,6 % ▼       | 0     |
| ungültig  | 23 ▼    | 0,8 % ▼       |       |
| Insgesamt | 3006 ▼  | 100 %         | 7     |

### Ongwediva
| Partei    | Stimmen | Stimmenanteil | Sitze |
| --------- | ------- | ------------- | ----- |
| SWAPO     | 2764 ▼  | 84,5 % ▼      | 6 ▼   |
| RDP       | 448     | 13,7 %        | 1     |
| DTA       | 41 ▼    | 1,3 % ▼       | 0     |
| ungültig  | 17 ▼    | 0,5 % ▼       |       |
| Insgesamt | 3270 ▼  | 100 %         | 7     |

### Opuwo
| Partei    | Stimmen | Stimmenanteil | Sitze |
| --------- | ------- | ------------- | ----- |
| SWAPO     | 1100 ▲  | 56,3 % ▲      | 4 ▲   |
| DTA       | 472 ▼   | 24,2 % ▼      | 2 ▬   |
| NUDO      | 188 ▼   | 9,6 % ▼       | 1 ▬   |
| RDP       | 136     | 6,9 %         | 0     |
| CoD       | 48 ▼    | 2,5 % ▼       | 0 ▼   |
| ungültig  | 10 ▼    | 0,5 % ▼       |       |
| Insgesamt | 1954 ▲  | 100 %         | 7     |

### Oshakati
| Partei    | Stimmen | Stimmenanteil | Sitze |
| --------- | ------- | ------------- | ----- |
| SWAPO     | 5174 ▲  | 88,8 % ▲      | 6 ▬   |
| RDP       | 441     | 7,6 %         | 1     |
| DTA       | 103 ▼   | 1,8 % ▼       | 0     |
| CoD       | 71 ▼    | 1,2 % ▼       | 0 ▼   |
| ungültig  | 39 ▼    | 0,7 % ▼       |       |
| Insgesamt | 5828 ▲  | 100 %         | 7     |

### Oshikuku
| Partei    | Stimmen   | Stimmenanteil | Sitze |
| --------- | --------- | ------------- | ----- |
| SWAPO     | ohne Wahl | ohne Wahl     | 7     |
| Insgesamt |           |               | 7     |

### Otavi
| Partei    | Stimmen | Stimmenanteil | Sitze |
| --------- | ------- | ------------- | ----- |
| SWAPO     | 849 ▼   | 71,2 % ▼      | 5 ▬   |
| RDP       | 332     | 27,9 %        | 2     |
| ungültig  | 11 ▲    | 0,9 % ▲       |       |
| Insgesamt | 1192 ▼  | 100 %         | 7 ▲   |

### Otjiwarongo
| Partei                               | Stimmen | Stimmenanteil | Sitze |
| ------------------------------------ | ------- | ------------- | ----- |
| SWAPO                                | 2670 ▲  | 58,6 % ▲      | 4 ▬   |
| RDP                                  | 847     | 18,6 %        | 1     |
| UDF                                  | 398 ▼   | 8,7 % ▼       | 1 ▬   |
| Association of Otjiwarongo Residents | 377 ▼   | 8,3 % ▼       | 1 ▬   |
| NUDO                                 | 247 ▼   | 5,4 % ▼       | 0 ▬   |
| DTA                                  | 233 ▼   | 5,1 % ▲       | 0 ▼   |
| ungültig                             | 23 ▼    | 0,5 % ▼       |       |
| Insgesamt                            | 4560 ▼  | 100 %         | 7     |

### Outapi
| Partei    | Stimmen   | Stimmenanteil | Sitze |
| --------- | --------- | ------------- | ----- |
| SWAPO     | ohne Wahl | ohne Wahl     | 7     |
| Insgesamt |           |               | 7     |

### Outjo
| Partei    | Stimmen | Stimmenanteil | Sitze |
| --------- | ------- | ------------- | ----- |
| SWAPO     | 1016 ▲  | 47,2 % ▲      | 3 ▲   |
| UDF       | 700 ▼   | 32,5 % ▼      | 2 ▬   |
| RDP       | 220     | 10,2 %        | 1     |
| MAG       | 140     | 6,5 %         | 1     |
| DTA       | 57 ▼    | 2,5 % ▼       | 0 ▼   |
| ungültig  | 18 ▼    | 0,8 % ▼       |       |
| Insgesamt | 2151 ▼  | 100 %         | 7     |

### Rehoboth
| Partei                           | Stimmen | Stimmenanteil | Sitze |
| -------------------------------- | ------- | ------------- | ----- |
| SWAPO                            | 3366 ▼  | 58,2 % ▼      | 4 ▼   |
| UPM                              | 1250    | 21,6 %        | 2     |
| RDP                              | 605     | 10,5 %        | 1     |
| Rehoboth Rate Payers Association | 360 ▼   | 6,2 % ▼       | 0 ▬   |
| UDF                              | 108     | 1,9 %         | 0     |
| ungültig                         | 95 ▼    | 1,6 % ▼       |       |
| Insgesamt                        | 5784 ▼  | 100 %         | 7     |

### Ruacana
| Partei    | Stimmen | Stimmenanteil | Sitze |
| --------- | ------- | ------------- | ----- |
| SWAPO     | 639     | 86,4 %        | 6     |
| NUDO      | 93      | 12,6 %        | 1     |
| ungültig  | 8       | 1,1 %         |       |
| Insgesamt | 740     | 100 %         | 7     |

### Rundu
| Partei                              | Stimmen | Stimmenanteil | Sitze |
| ----------------------------------- | ------- | ------------- | ----- |
| SWAPO                               | 3093 ▼  | 49,5 % ▼      | 5 ▼   |
| Rundu Concerned Citizen Association | 1106    | 17,7 %        | 1     |
| APP                                 | 589     | 9,4 %         | 1     |
| RDP                                 | 205     | 3,3 %         | 0     |
| DTA                                 | 153 ▼   | 2,4 % ▼       | 0 ▬   |
| ungültig                            | 107 ▼   | 1,7 % ▼       |       |
| Insgesamt                           | 6253 ▼  | 100 %         | 7     |

### Stampriet
| Partei    | Stimmen | Stimmenanteil | Sitze |
| --------- | ------- | ------------- | ----- |
| SWAPO     | 258 ▼   | 73,9 % ▲      | 4 ▲   |
| RDP       | 70      | 20,1 %        | 1     |
| DTA       | 17 ▼    | 4,9 % ▼       | 0 ▼   |
| ungültig  | 4 ▲     | 1,1 % ▲       |       |
| Insgesamt | 349 ▼   | 100 %         | 5     |

### Swakopmund
| Partei                           | Stimmen | Stimmenanteil | Sitze |
| -------------------------------- | ------- | ------------- | ----- |
| SWAPO                            | 4496 ▼  | 59,8 % ▲      | 6 ▬   |
| Swakopmund Residents Association | 1005 ▼  | 13,4 % ▲      | 1 ▬   |
| UDF                              | 916 ▼   | 12,2 % ▼      | 1 ▼   |
| RDP                              | 666     | 8,9 %         | 1     |
| NUDO                             | 280 ▼   | 3,7 % ▲       | 1 ▲   |
| CoD                              | 61 ▼    | 0,8 % ▼       | 0 ▼   |
| ungültig                         | 69 ▼    | 0,9 % ▬       |       |
| Insgesamt                        | 7513 ▼  | 100 %         | 10    |

### Tses
| Partei    | Stimmen | Stimmenanteil | Sitze |
| --------- | ------- | ------------- | ----- |
| SWAPO     | 163 ▼   | 49,2 % ▲      | 3 ▬   |
| RDP       | 68      | 20,5 %        | 1     |
| DTA       | 59 ▼    | 17,8 % ▼      | 1 ▬   |
| CoD       | 27 ▼    | 8,6 % ▼       | 0 ▼   |
| DPN       | 11      | 3,3 %         | 0     |
| ungültig  | 3 ▲     | 0,9 % ▲       |       |
| Insgesamt | 331 ▼   | 100 %         | 5     |

### Tsumeb
| Partei    | Stimmen | Stimmenanteil | Sitze |
| --------- | ------- | ------------- | ----- |
| SWAPO     | 2353 ▼  | 75,4 % ▲      | 5 ▬   |
| RDP       | 470     | 15,1 %        | 1     |
| UDF       | 163 ▼   | 5,2 % ▼       | 1 ▬   |
| APP       | 56      | 1,8 %         | 0     |
| DTA       | 52 ▼    | 1,7 % ▼       | 0 ▬   |
| ungültig  | 26 ▼    | 0,8 % ▲       |       |
| Insgesamt | 3120 ▼  | 100 %         | 7     |

### Usakos
| Partei    | Stimmen | Stimmenanteil | Sitze |
| --------- | ------- | ------------- | ----- |
| SWAPO     | 488 ▼   | 47,2 % ▲      | 4 ▲   |
| UDF       | 322 ▼   | 31,3 % ▲      | 2 ▬   |
| RDP       | 175     | 17,0 %        | 1     |
| CoD       | 40 ▼    | 3,9 % ▼       | 0 ▼   |
| ungültig  | 4 ▼     | 0,9 % ▲       |       |
| Insgesamt | 1029 ▼  | 100 %         | 7     |

### Walvis Bay
| Partei    | Stimmen | Stimmenanteil | Sitze |
| --------- | ------- | ------------- | ----- |
| SWAPO     | 6390 ▲  | 82,3 % ▲      | 8 ▬   |
| RDP       | 904     | 11,6 %        | 1     |
| UDF       | 274     | 3,5 %         | 1     |
| DTA       | 165 ▼   | 2,1 % ▼       | 0 ▼   |
| ungültig  | 29 ▼    | 0,4 % ▼       |       |
| Insgesamt | 7762 ▼  | 100 %         | 10    |

### Windhoek
| Partei    | Stimmen  | Stimmenanteil | Sitze |
| --------- | -------- | ------------- | ----- |
| SWAPO     | 29.915 ▲ | 73,5 % ▲      | 11 ▲  |
| RDP       | 6820     | 16,7 %        | 3     |
| NUDO      | 1240 ▼   | 3,0 % ▼       | 1 ▬   |
| DTA       | 1099 ▼   | 2,7 % ▼       | 0 ▼   |
| UDF       | 1086 ▼   | 2,7 % ▼       | 0 ▼   |
| APP       | 277      | 0,7 %         | 0     |
| DPN       | 102      | 0,3 %         | 0     |
| ungültig  | 184 ▼    | 0,5 % ▼       |       |
| Insgesamt | 40.723 ▼ | 100 %         | 15 ▲  |

### Witvlei
| Partei    | Stimmen | Stimmenanteil | Sitze |
| --------- | ------- | ------------- | ----- |
| SWAPO     | 285 ▲   | 51,5 % ▲      | 3 ▬   |
| UDF       | 170 ▲   | 30,7 % ▲      | 1 ▲   |
| RDP       | 84      | 15,2 %        | 1     |
| ungültig  | 14 ▲    | 2,5 % ▲       |       |
| Insgesamt | 553 ▲   | 100 %         | 5 ▼   |